# Aguilar del Río Alhama
Aguilar del Río Alhama is een gemeente in de Spaanse provincie en regio La Rioja met een oppervlakte van 54,11 km². Aguilar del Río Alhama telt 498 inwoners (1 januari 2016).

## Demografische ontwikkeling

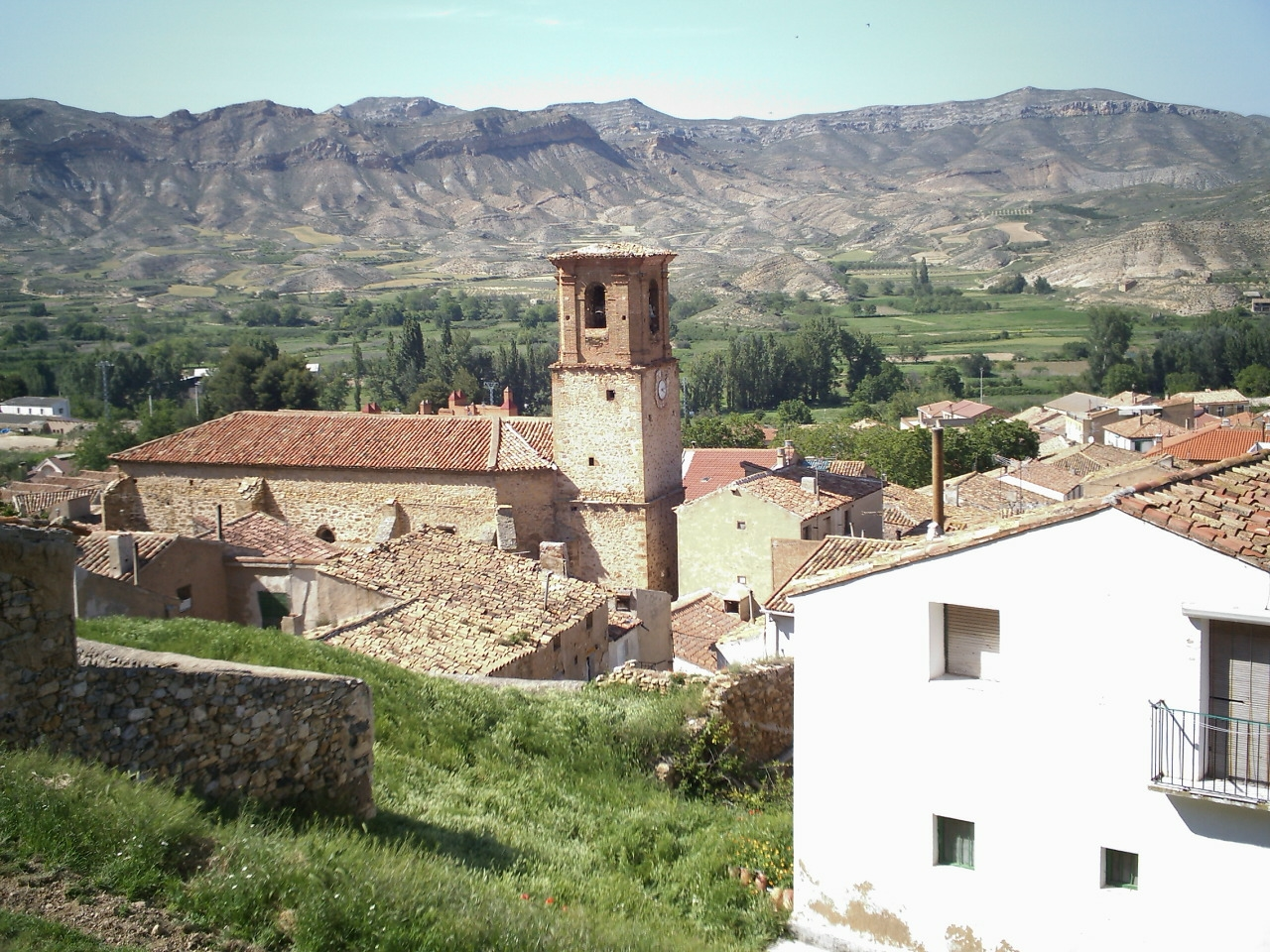
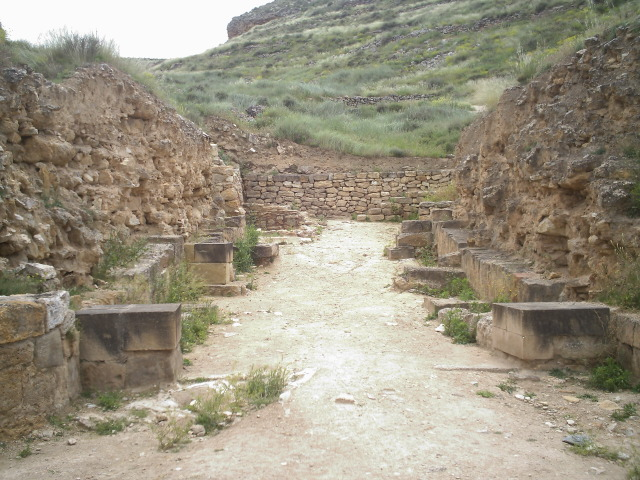
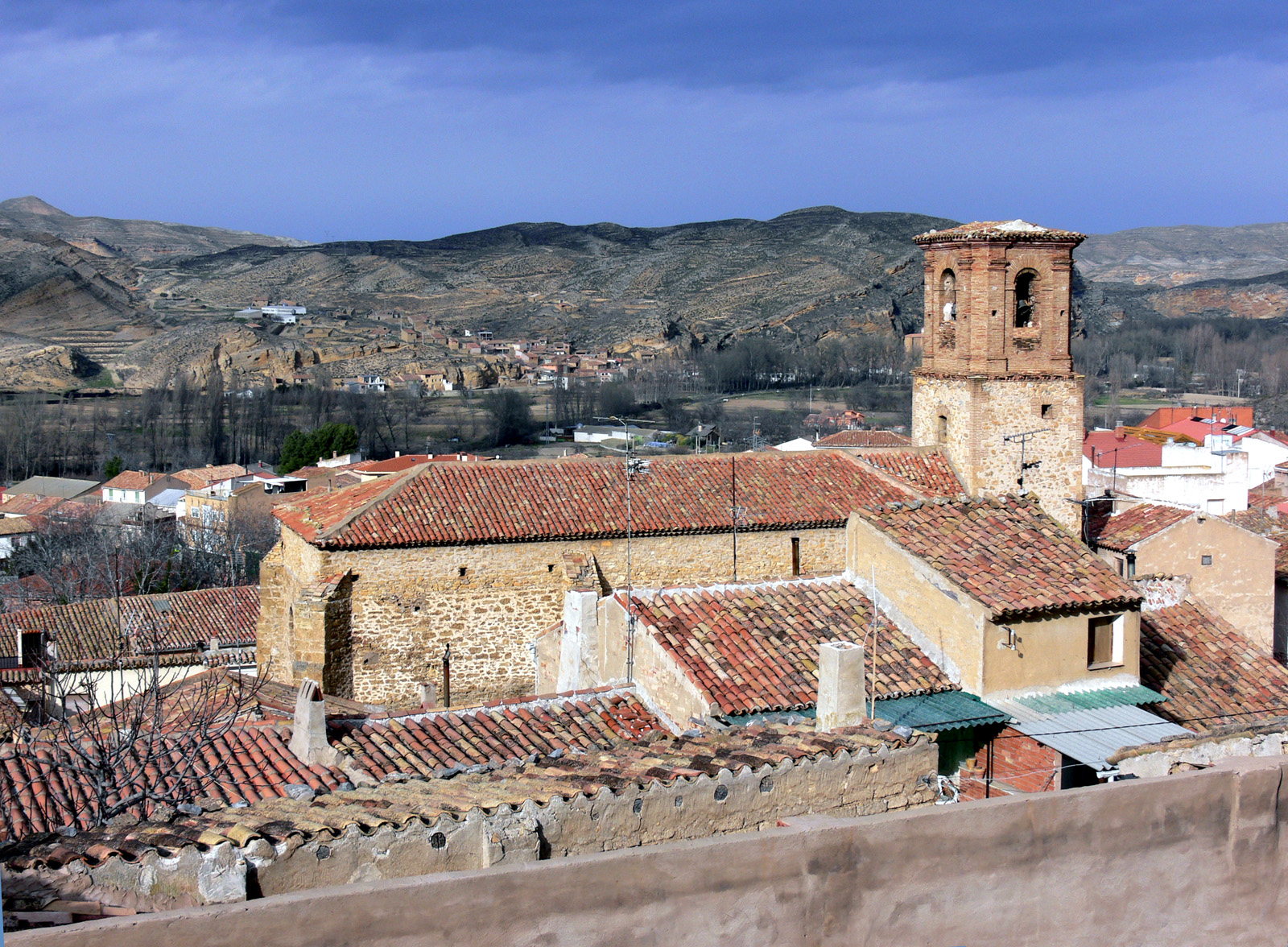
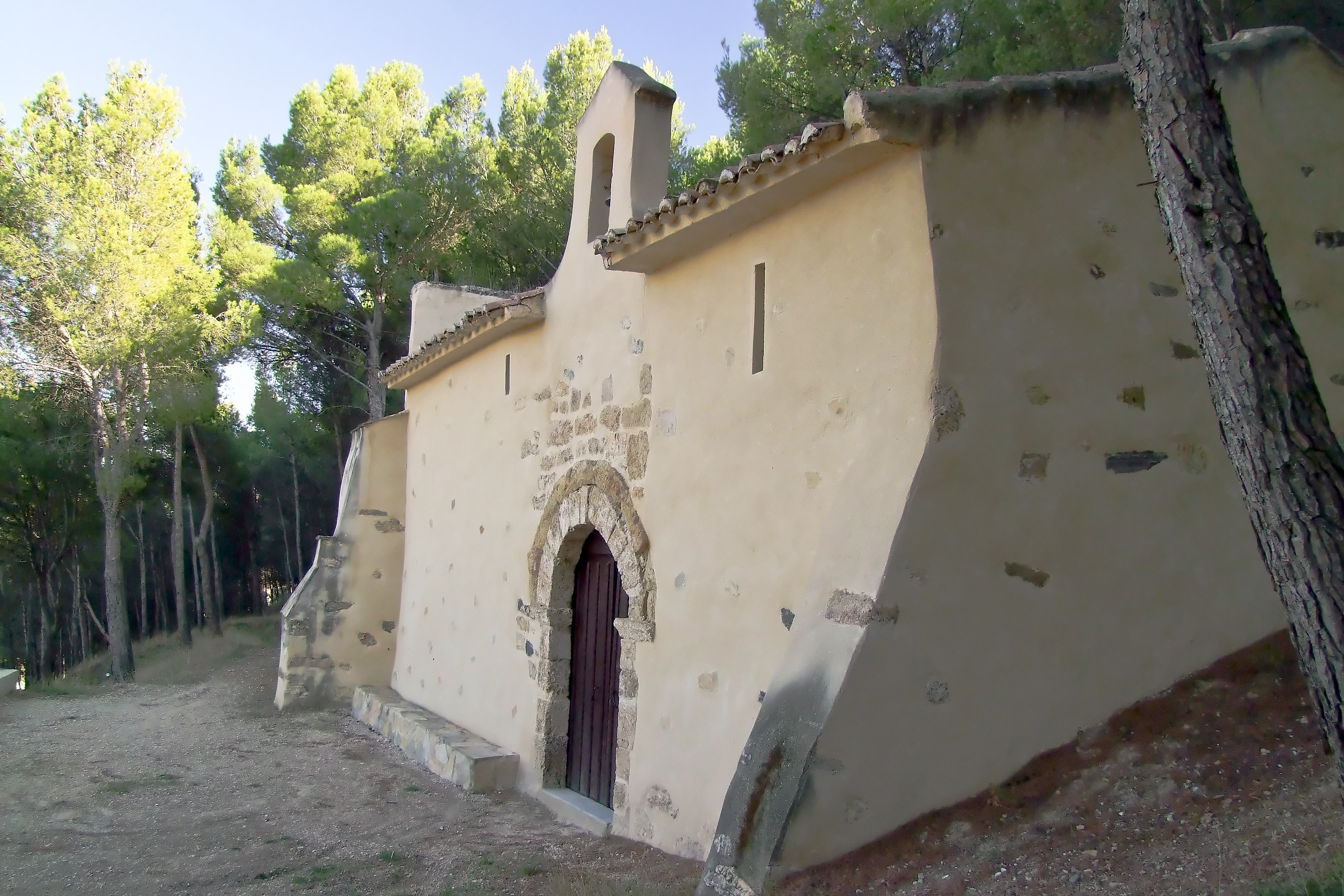
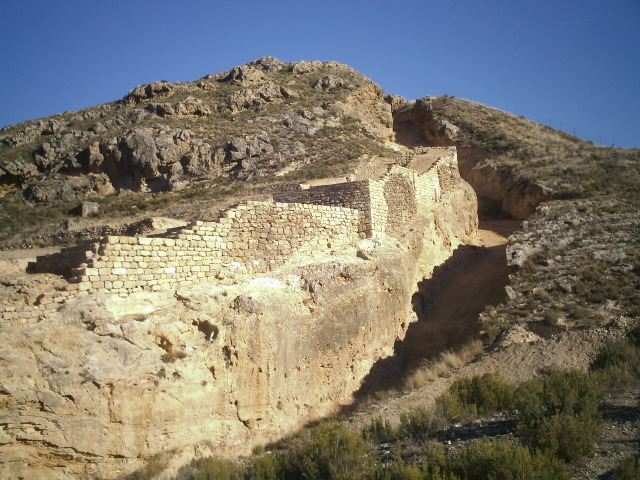

Bron: INE, 1857-2011: volkstellingen
Opm.: In 1857 werd de gemeente Inestrillas aangehecht